# Francesco Compagna
Francesco Compagna (né à Naples le 31 juillet 1921 et mort à Capri le 24 juillet 1982) est un homme politique, journaliste et universitaire italien.

## Biographie
Ancien membre du Parti libéral italien et du Parti radical, Francesco Compagna a été élu député du Parti républicain italien aux cinquième (1968-1972), sixième (1972-1976), septième (1976-1979) et huitième (1979-1983). corps législatif.
Il a été ministre des Travaux publics dans les gouvernements Andreotti V (1979) et Cossiga II (1980) et ministre de la Marine marchande dans le gouvernement Forlani (1980-1981).
Il a également occupé le poste de sous-secrétaire d'État pour les interventions extraordinaires dans le sud de l'Italie dans le gouvernement Moro IV (1974-1976) et de secrétaire du Conseil des ministres dans le gouvernement Spadolini I (1981-1982).
Francesco Compagna fonde la revue « Nord e Sud » en 1954 et collabore  avec Il Mondo dirigé par Mario Pannunzio (it) .
Francesco Compagna est mort à Capri le 24 juillet 1982 à l'âge de 60 ans des suites d'une crise cardiaque.

## Publications
- Labirinto meridionale, Edizioni Neri Pozza
- Je terroni in città, Edizioni Laterza
- L'Europe des régions, Edizioni Scientifiche Italiane
- La politique des villes, Laterza
- Les régions les plus déboli, Etas-Kompass
- Méridionalisme libéral, Riccardo Ricciardi éditeur
- Il Mezzogiorno nella crisi, Edizioni della Voce.
- Mezzogiorno en salita, Editoriale Nuova